# Philippe Amyot d'Inville
Pour les articles homonymes, voir Amyot d'Inville.
Philippe Amyot d'Inville est un patron de presse français né le 7 février 1938 à Casablanca et mort le 2 juin 2006 à Rennes.

## Biographie
Après sa scolarité au lycée Saint-Martin de Rennes et à l'Institution libre de Combrée, il suit des études de philosophie et de théologie au séminaire des missionnaires d'Afrique, avant de sortir diplômé de l'Institut de contrôle de gestion.
Il commence sa carrière professionnelle au service commercial de la Société des Ciments Vicat à Nice, au Niger et à Grenoble entre 1965 et 1969. Il rejoint ensuite OPTORG en tant qu'adjoint du chef du personnel Outre-Mer en 1970 puis Quille comme attaché de direction de personnel deux ans plus tard.
En 1974, il entre ensuite au journal Ouest-France en tant qu'attaché de direction de personnel, occupant successivement les fonctions de directeur du personnel (1982), de secrétaire général (1985), de directeur général adjoint (1991), de directeur général (1994-2001) et de vice-président (1999). Au sein du groupe de presse, il est également président-directeur général du Journal des sables (1991-2001), gérant du journal Le Marin (1995), de président du conseil de surveillance de La Presse de la Manche (1996-2000), d'Infomer (1996-2002) et de Publihebdos (1997), et d'administrateur de l'Association pour le soutien des principes de la démocratie humaniste, de Spir Communication et du Courrier de l'Ouest.
Philippe Amyot d'Inville préside le Groupement des grands quotidiens régionaux (GGR) de 2002 à 2004 et l'Association Régions Presse-Enseignement Jeunesse (Arpej).
Entre 1983 et 1989, il est conseiller municipal de Saint-Marcel.

## Sources
- Béatrice Wattel, Jules Balteau, Michel Prévost, Dictionnaire de biographie française, 2009